# Elimination Chamber: Perth
Elimination Chamber: Perth (tên gọi khác No Escape ở Đức) là một sự kiện đấu vật chuyên nghiệp năm 2024 do công ty WWE của Mỹ tổ chức. Đó là sự kiện Elimination Chamber lần thứ 14 và diễn ra vào Thứ Bảy, ngày 24 tháng 2 năm 2024, tại Sân vận động Perth ở Perth, Tây Úc. Sự kiện được phát sóng trên hình thức trả tiền cho mỗi lần xem (PPV) và thông qua phát trực tiếp và được tổ chức cho các đô vật từ bộ phận thương hiệu Raw và SmackDown. Đây là sự kiện đầu tiên của WWE được tổ chức tại Úc kể từ Super Show-Down vào tháng 10 năm 2018 và là sự kiện duy nhất của công ty tại khu vực Châu Á – Thái Bình Dương vào năm 2024. Đây cũng là Elimination Chamber thứ ba liên tiếp được tổ chức bên ngoài Hoa Kỳ cũng là lần đầu tiên diễn ra ở một địa điểm ngoài trời.
Sự kiện này dựa trên trận đấu Elimination Chamber, một loại trận đấu Lồng thép dựa trên việc loại bỏ nhiều người, trong đó sẽ tổ chức trận tranh đai vô địch hoặc tìm ra người chiến thắng để cơ hội giành chức vô địch trong tương lai. Sự kiện năm 2024 có hai trận đấu như vậy, một trận dành cho nam và nữ với các đô vật từ cả hai thương hiệu trong mỗi thương hiệu và những người chiến thắng tương ứng sẽ giành được các trận đấu cho chức vô địch thế giới nam và nữ của thương hiệu Raw—World Heavyweight Championship và Women's World Championship—tại WrestleMania XL. Trận đấu cùng tên của nam thuộc về Drew McIntyre của Raw, trong khi trận của nữ thuộc về Becky Lynch của Raw. Ba trận đấu khác, bao gồm một trận đấu trước buổi chiếu, cũng được diễn ra tại sự kiện này. Trận đấu tâm điểm giữa hai người Úc bản xứ, nơi Rhea Ripley đánh bại Nia Jax để giữ đai Women's World Championship, đây là lần đầu tiên nữ chính tham gia sự kiện PPV và sự kiện phát trực tiếp của đội hình chính WWE kể từ WrestleMania 37 Night 1 vào tháng 4 năm 2021.

## Sản xuất

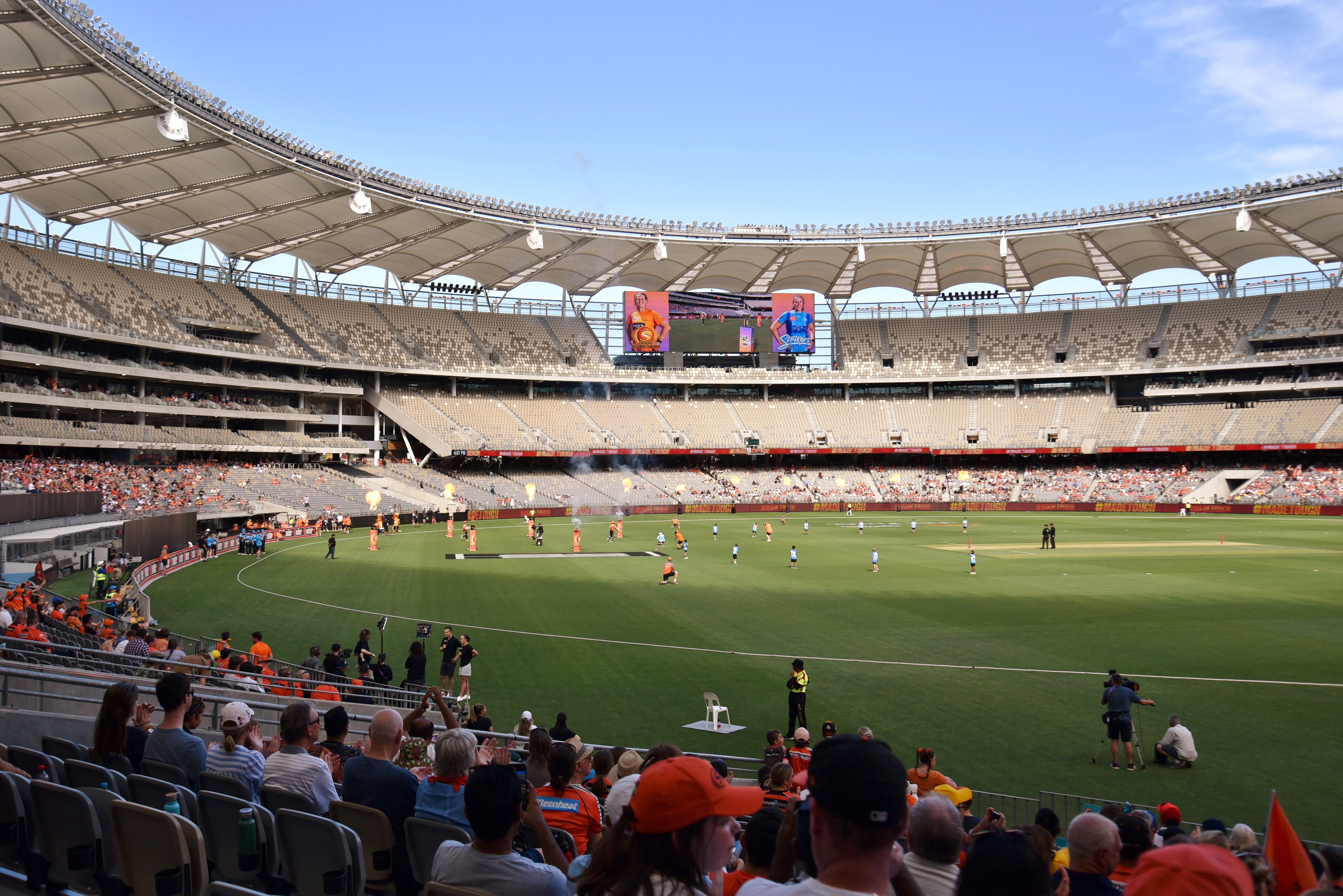
Sự kiện tổ chức tại Sân vận động Perth ở Perth, Tây Úc, Úc.

Elimination Chamber là một sự kiện đấu vật chuyên nghiệp được tổ chức lần đầu tiên bởi WWE của Mỹ vào năm 2010. Nó được tổ chức hàng năm kể từ đó, ngoại trừ năm 2016, thường là vào tháng Hai. Ý tưởng của sự kiện là một hoặc hai trận đấu sự kiện chính được diễn ra bên trong Elimination Chamber, với chức vô địch hoặc cơ hội giành chức vô địch trong tương lai.
Được công bố vào ngày 21 tháng 9 năm 2023, sự kiện Elimination Chamber lần thứ 14, có tên là Elimination Chamber: Perth, diễn ra vào Thứ Bảy, ngày 24 tháng 2 năm 2024, tại Sân vận động Perth ở Perth, Tây Úc, Úc và có sự góp mặt của các đô vật từ Raw và SmackDown. Điều này đánh dấu sự kiện Elimination Chamber đầu tiên được tổ chức tại Úc và là sự kiện thứ ba được tổ chức bên ngoài Hoa Kỳ, sau các sự kiện năm 2022 và 2023, lần lượt được tổ chức ở Ả Rập Xê Út và Canada. Đây cũng đánh dấu sự kiện đầu tiên của WWE được tổ chức tại Úc kể từ Super Show-Down vào tháng 10 năm 2018 và là sự kiện WWE duy nhất ở khu vực Châu Á – Thái Bình Dương năm 2024. Đây cũng là sự kiện Elimination Chamber đầu tiên có phụ đề được đặt theo tên người tổ chức của nó. thành phố và diễn ra ở một địa điểm ngoài trời. Sự kiện được phát sóng theo hình thức trả tiền cho mỗi lượt xem trên toàn thế giới và phát trực tiếp trên Peacock ở Hoa Kỳ, Binge ở Úc và WWE Network ở hầu hết các thị trường quốc tế khác. Vé được bán vào ngày 10 tháng 11 năm 2023.
Vào năm 2011 và kể từ năm 2013, sự kiện này có tên gọi là "No Escape" ở Đức vì người ta lo ngại rằng cái tên "Elimination Chamber" có thể khiến mọi người nhớ đến nạn diệt chủng Holocaust.

## Tổ chức
| Vai trò                          | Tên               |
| -------------------------------- | ----------------- |
| Bình luận viên tiếng Anh         | Michael Cole      |
| Bình luận viên tiếng Anh         | Corey Graves      |
| Bình luận viên tiếng Tây Ban Nha | Marcelo Rodriguez |
| Bình luận viên tiếng Tây Ban Nha | Jerry Soto        |
| Thông báo viên sàn đấu           | Mike Rome         |
| Trọng tài                        | Danilo Anfibio    |
| Trọng tài                        | Jessika Carr      |
| Trọng tài                        | Dan Engler        |
| Trọng tài                        | Daphanie LaShaunn |
| Trọng tài                        | Eddie Orengo      |
| Trọng tài                        | Chad Patton       |
| Trọng tài                        | Ryan Tran         |
| Phỏng vấn viên                   | Byron Saxton      |
| Người điều khiển trước trận đấu  | Megan Morant      |
| Người điều khiển trước trận đấu  | Peter Rosenberg   |
| Người điều khiển trước trận đấu  | Sam Roberts       |

Những cơn bão ở Perth khiến Rottnest Channel Swim bị bỏ dở, đã tạo ra một số lo ngại về tác động tiềm ẩn của nó đối với sự kiện Elimination Chamber sắp diễn ra. Thời tiết quang đãng hơn khi sự kiện diễn ra với 52.590 người hâm mộ trực tiếp tham dự.

### Pre-show
Có một trận đấu diễn ra Elimination Chamber: Perth Kickoff pre-show, trong đó The Kabuki Warriors (Asuka và Kairi Sane) bảo vệ chức vô địch WWE Women's Tag Team Championship trước Candice LeRae và người gốc Úc là Indi Hartwell. Các chiến binh Kabuki được giữ lại sau khi Sane thực hiện cú Insane Elbow trên LeRae để ghim.

### Các trận đấu khác
Sự kiện mở đầu bằng trận đấu Women's Elimination Chamber cho trận tranh đai Women's World Championship tại WrestleMania XL. Becky Lynch và Naomi bắt đầu trận đấu. Tiffany Stratton rời buồng giam đầu tiên, tiếp theo là Liv Morgan, Raquel Rodriguez và Bianca Belair. Naomi đánh một quả Sunset Flip Powerbomb vào Morgan, nhưng Stratton đã cuộn Naomi và ghim để loại bỏ. Stratton tung cú Swanton Bomb từ trên nóc lồng giam vào mọi người. Stratton sau đó bị Morgan loại sau khi Morgan thực hiện cú Oblivion và ghim Stratton. Lynch đã khóa Rodriguez bằng cú Dis-Arm-Her và sau đó giữ lại bằng đòn khóa Armbar, nhưng Belair đã loại bỏ Rodriguez sau khi thực hiện cú KOD và ghim cô ấy. Morgan tung cú Superplex cho Lynch, người đã quỳ gối trước cú 450 Splash của Belair. Belair đã cố gắng thực hiện KOD trên Lynch, người đã tiếp đất bằng chân của cô ấy. Morgan loại Belair bằng cú ghim cuộn và sau đó Lynch đánh cú Manhandle Slam vào Morgan và ghim cô ấy để giành chiến thắng và giành được trận đấu tranh đai Women's World Championship tại WrestleMania.
Tiếp theo, The Judgment Day (Finn Bálor và Damian Priest, cùng với "Dirty" Dominik Mysterio) bảo vệ chức vô địch Undisputed WWE Tag Team trước New Catch Republic (Pete Dunne và Tyler Bate). Bate đánh cú Tope Con Hilo xuyên qua dây thừng trên người Priest, nhưng Mysterio đã kéo chân Priest xuống dưới sợi dây, dẫn đến việc trọng tài đuổi Mysterio ra khỏi sàn đấu. Dunne và Bate đánh cú Double Tyler Driver '97 và Double Birminghammer vào Bálor. Cuối cùng, Priest đánh đòn Double South of Heaven Chokeslam cho cả hai và sau đó Bálor thực hiện cú Coup de Grace trên Dunne để giành chiến thắng.
Sau đó, tại quê nhà, Grayson Waller (cùng với Austin Theory) đã tổ chức chương trình "The Grayson Waller Effect" với các khách mời là người chiến thắng Royal Rumble năm 2024 nam Cody Rhodes và World Heavyweight Champion Seth "Freakin" Rollins. Trước khi phân đoạn bắt đầu, Waller đã chia sẻ một trận đánh giày với võ sĩ tổng hợp người Úc, Tai Tuivasa của Ultimate Fighting Championship, người ngồi ở hàng ghế đầu. Trong phân đoạn này, Rollins thông báo rằng anh ấy gần như đã hoàn toàn bình phục về mặt y tế để trở lại thi đấu trên sàn đấu. Trong phiên bản tiếp theo của WrestleMania XL, Rhodes đưa ra lời thách thức với The Rock, trong đó Rollins khẳng định rằng Rhodes sẽ không đơn độc khi đối mặt với The Bloodline (Rock, Roman Reigns, Jimmy Uso và Solo Sikoa). Theory sau đó đã chế nhạo cả hai bằng những câu cửa miệng của Rock, dẫn đến việc Rhodes tấn công Theory bằng cú Cody Cutter, sau đó là Rollins biểu diễn cú The Stomp.
Trận đấu áp chót là trận đấu Men's Elimination Chamber cho trận tranh đai World Heavyweight Championship tại WrestleMania XL. Drew McIntyre và LA Knight bắt đầu trận đấu. Kevin Owens rời buồng giam đầu tiên, tiếp theo là Bobby Lashley, Randy Orton và Logan Paul. Lashley tung cú spear vào Paul xuyên qua buồng giam. McIntyre đánh Lashley hai lần bằng cú Claymore Kick và ghim anh ta để loại. Knight tung cú Blunt Force Trauma cho Orton và McIntyre. AJ Styles, người bước vào cánh cửa buồng đang mở khi Lashley đang đi ra ngoài, đã tấn công Knight bằng một chiếc ghế thép, cho phép McIntyre ghim Knight để loại bỏ. McIntyre cố gắng tấn công cú Claymore vào Owens, người đã phản công nó bằng cú Pop-Up Powerbomb. Owens đã bỏ lỡ cú Pop-Up và Stunner trên Orton, người đã loại Owens bằng cú ghim sau khi thực hiện cú RKO. Paul đeo những chiếc đốt ngón tay bằng đồng, nhưng dành quá nhiều thời gian để hả hê và Orton đã tung cú RKO vào Paul và ghim anh ta để loại. McIntyre cố gắng tấn công cú Claymore vào Orton, nhưng Orton ngã gục vì vết thương ở lưng. Orton suckered McIntyre vào và thực hiện cú RKO, nhưng Paul, người vẫn chưa rời khỏi phòng sau khi bị loại, đã đánh Orton bằng cú One Lucky Punch khi đeo đốt ngón tay bằng đồng, cho phép McIntyre ghim Orton và giành chiến thắng để giành một suất tranh đai World Heavyweight Championship tại WrestleMania.

### Trận đấu tâm điểm
Trong trận đấu tâm điểm, người gốc Úc Rhea Ripley bảo vệ Women's World Championship trước Nia Jax, người cũng sinh ra ở Úc. Jax chiếm ưu thế trong phần lớn thời gian của trận đấu. Jax đánh cú Samoan Drop khiến Ripley văng khỏi sợi dây thừng ở giữa và suýt rơi xuống. Jax đánh cú Samoan Drop khác vào Ripley trên bàn bình luận và đẩy cô ấy qua bàn bằng cú Elbow Drop. Jax đánh cú The Annihilator vào Ripley. Ở đoạn cao trào, Ripley tung cú Superplex và Riptide vào Jax qua đó giữ lại danh hiệu. Sau đó, Ripley ăn mừng cùng gia đình cô, những người ngồi ở hàng ghế đầu.

## Kết quả
| #                                           | Kết quả | Thể loại | Thời gian |
| ------------------------------------------- | --- | --- | --------- |
| 1                                           | The Kabuki Warriors (Asuka và Kairi Sane) (c) đánh bại Candice LeRae và Indi Hartwell bằng đòn kết liễu                                                            | Trận đấu đồng đội tranh đai WWE Women's Tag Team Championship                                                               | 8:55      |
| 2                                           | Becky Lynch đánh bại Bianca Belair, Liv Morgan, Naomi, Raquel Rodriguez và Tiffany Stratton                                                                        | Trận đấu Elimination Chamber Nữ giành cơ hội tham dự trận đấu tranh đai Women's World Championship tại WrestleMania XL      | 32:15     |
| 3                                           | The Judgment Day (Finn Bálor và Damian Priest) (c) (đi cùng với "Dirty" Dominik Mysterio) đánh bại New Catch Republic (Pete Dunne và Tyler Bate) bằng đòn kết liễu | Trận đấu đồng đội tranh đai Undisputed WWE Tag Team Championship                                                            | 17:25     |
| 4                                           | Drew McIntyre đánh bại Bobby Lashley, Kevin Owens, LA Knight, Logan Paul và Randy Orton                                                                            | Trận đấu Elimination Chamber Nam giành cơ hội tham dự trận đấu tranh đai World Heavyweight Championship tại WrestleMania XL | 36:55     |
| 5                                           | Rhea Ripley (c) đánh bại Nia Jax bằng đòn kết liễu | Trận đấu đơn tranh đai Women's World Championship                                                                           | 14:35     |
| - (c) – chỉ người vô địch bước vào trận đấu | | |           |

### Trận đấu Women's Elimination Chamber
| Bị loại     | Đô vật           | Vị trí | Bị loại bởi      | Đòn  | Thời gian |
| ----------- | ---------------- | ------ | ---------------- | ---- | --------- |
| 1           | Naomi            | 2      | Tiffany Stratton | Ghim | 13:30     |
| 2           | Tiffany Stratton | 3      | Liv Morgan       | Ghim | 22:55     |
| 3           | Raquel Rodriguez | 5      | Bianca Belair    | Ghim | 25:05     |
| 4           | Bianca Belair    | 6      | Liv Morgan       | Ghim | 32:10     |
| 5           | Liv Morgan       | 4      | Becky Lynch      | Ghim | 32:16     |
| Chiến thắng | Becky Lynch      | 1      |                  |      | 32:16     |

### Trận đấu Men's Elimination Chamber
| Bị loại     | Đô vật        | Vị trí | Bị loại bởi   | Đòn  | Thời gian |
| ----------- | ------------- | ------ | ------------- | ---- | --------- |
| 1           | Bobby Lashley | 4      | Drew McIntyre | Ghim | 21:30     |
| 2           | LA Knight     | 2      | Drew McIntyre | Ghim | 24:20     |
| 3           | Kevin Owens   | 3      | Randy Orton   | Ghim | 28:00     |
| 4           | Logan Paul    | 6      | Randy Orton   | Ghim | 32:35     |
| 5           | Randy Orton   | 5      | Drew McIntyre | Ghim | 36:55     |
| Chiến thắng | Drew McIntyre | 1      |               |      | 36:55     |

### Giải đấu Undisputed WWE Tag Team Championship Contender Series (2024)
|  |                                                     |                                                 |  |  |                                        |                                  |
|  | Bán kết (SmackDown, 2 Tháng 2) (Raw, 5 Tháng 2)     | Bán kết (SmackDown, 2 Tháng 2) (Raw, 5 Tháng 2) |  |  | Chung kết (SmackDown, 9 Tháng 2)       | Chung kết (SmackDown, 9 Tháng 2) |
|  | Bán kết (SmackDown, 2 Tháng 2) (Raw, 5 Tháng 2)     | Bán kết (SmackDown, 2 Tháng 2) (Raw, 5 Tháng 2) |  |  | Chung kết (SmackDown, 9 Tháng 2)       | Chung kết (SmackDown, 9 Tháng 2) |
|  | SmackDown                                           |                                                 |  |  |                                        |                                  |
|  |                                                     |                                                 |  |  |                                        |                                  |
|  | Pete Dunne và Tyler Bate                            | Ghim                                            |  |  |                                        |                                  |
|  | Pete Dunne và Tyler Bate                            | Ghim                                            |  |  |                                        |                                  |
|  | Pretty Deadly (Kit Wilson và Elton Prince)          | 9:26                                            |  |  |                                        |                                  |
|  | Pretty Deadly (Kit Wilson và Elton Prince)          | 9:26                                            |  |  |                                        |                                  |
|  | Latino World Order (Cruz Del Toro và Joaquin Wilde) | —                                               |  |  |                                        |                                  |
|  | Latino World Order (Cruz Del Toro và Joaquin Wilde) | —                                               |  |  |                                        |                                  |
|  | Legado Del Fantasma (Angel và Humberto)             | —                                               |  |  |                                        |                                  |
|  | Legado Del Fantasma (Angel và Humberto)             | —                                               |  |  |                                        |                                  |
|  |                                                     |                                                 |  |  | Pete Dunne và Tyler Bate               | Ghim                             |
|  |                                                     |                                                 |  |  | Pete Dunne và Tyler Bate               | Ghim                             |
|  | Raw                                                 | Raw                                             |  |  | DIY (Johnny Gargano và Tommaso Ciampa) | 8:40                             |
|  | Raw                                                 | Raw                                             |  |  | DIY (Johnny Gargano và Tommaso Ciampa) | 8:40                             |
|  | DIY (Johnny Gargano và Tommaso Ciampa)              | Pin                                             |  |  |                                        |                                  |
|  | DIY (Johnny Gargano và Tommaso Ciampa)              | Pin                                             |  |  |                                        |                                  |
|  | The Creed Brothers (Brutus Creed and Julius Creed)  | —                                               |  |  |                                        |                                  |
|  | The Creed Brothers (Brutus Creed and Julius Creed)  | —                                               |  |  |                                        |                                  |
|  | Imperium (Giovanni Vinci and Ludwig Kaiser)         | 17:30                                           |  |  |                                        |                                  |
|  | Imperium (Giovanni Vinci and Ludwig Kaiser)         | 17:30                                           |  |  |                                        |                                  |
|  | The New Day (Kofi Kingston and Xavier Woods)        | —                                               |  |  |                                        |                                  |
|  | The New Day (Kofi Kingston and Xavier Woods)        | —                                               |  |  |                                        |                                  |